# Lincoln Red Imps FC
A Lincoln Red Imps Football Club (röviden: Lincoln Red Imps FC) egy félprofi labdarúgócsapat, amelyet 1976-ban alapítottak Gibraltárban. A klub Gibraltár legsikeresebb csapata, huszonkét bajnoki címet szerzett, tizenhétszer volt kupagyőztes. Mérkőzéseit a Victoria Stadionban játssza (ahol a bajnokság többi csapata is). 2014-ben ők voltak az első gibraltári csapat, amelyik az UEFA-bajnokok ligájába jutott. 2016-ban a gibraltári klubfutball addigi legnagyobb sikerét elérve a Bajnokok Ligája selejtezőjében hazai pályán legyőzték a skót Celticet. 2021. augusztus 26-án a lett Riga csapatát felülmúlva bejutottak az UEFA-konferencialiga csoportkörébe, első gibraltári klubként jelentős európai kupasorozat főtáblájára jutva.

## A klub történelme
A klubot 1976-ban alapították. Kezdetekben a csapat ifjúsági ligákban, majd alsóbb osztályú bajnokságokban szerepelt. A csapat az 1983–84-es szezonban megnyerte a másodosztályú bajnokságot, így feljutott a gibraltári Premier Divisionba. Első élvonalbeli idényében a Glacis Uniteddel holtversenyben bajnoki címet nyert a csapat, 1984 és 1994 között pedig hétszer lettek bajnokok. 2003-tól 2016-ig zsinórban 14 gibraltári bajnoki címet nyert a csapat, ezzel megdöntve a korábbi 9 egymást követő elsőséggel csúcstartó Glacis United rekordját. 2004-ben, 2005-ben, 2006-ban, 2007-ben, 2008-ban és 2011-ben a bajnoki cím mellett mindkét hazai kupasorozatban az első helyen végzett a csapat. Az európai klubfutball leghosszabb (1959 napos, több mint ötéves) veretlenségi sorozata is a Lincoln Red Imps nevéhez fűződik. 2009 májusa és 2014 szeptembere között 88 tétmérkőzésen át nem találtak legyőzőre.
2014-ben Gibraltár lett az UEFA 54. tagországa, így a Lincoln első gibraltári labdarúgócsapatként játszhatott a Bajnokok Ligája selejtezőjében. Az első selejtezőkörben hazai pályán 1–1-es döntetlent játszottak a feröeri HB Tórshavnnal, a visszavágón azonban 5–2-re kikaptak, és búcsúztak a kupasorozattól.
2015-ben a csapat első helyen végzett a bajnokságban és a kupában is, utóbbi döntőjében a Lynx csapatát 4–1-re legyőzve. A Lincoln ennek köszönhetően története során második alkalommal játszhatott a Bajnokok Ligája selejtezőjében. Ott az első körben történelmi sikert elérve az andorrai Santa Colomát kiejtve a 2. körbe jutottak, ahol a dán Midtjylland ellenében búcsúztak a további küzdelmektől.
2016. július 12-én a csapat a gibraltári klubfutball addigi legnagyobb bravúrját elérve hazai pályán 1–0-ra legyőzte a skót bajnok Celticet a Bajnokok Ligája selejtezőjében. A glasgow-i csapat a visszavágón háromgólos győzelmet aratva jutott tovább a Celtic Parkban.
A 2021–2022-es szezonban az UEFA-konferencialiga utolsó selejtezőkörében a lett Rigát összesítésben 4–2-vel kiejtve a Lincoln lett az első gibraltári labdarúgócsapat, amely európai kupasorozat csoportkörébe jutott.

## A klub sikerei
- Gibraltári Premier Division (28):[14]

1984–85, 1988–89, 1989–90, 1990–91, 1991–92, 1992–93, 1993–94, 2000-01, 2002–03, 2003–04, 2004–05, 2005–06, 2006–07, 2007–08, 2008–09, 2009–10, 2010–11, 2011–12, 2012–13, 2013–14, 2014–15, 2015–16, 2017-18, 2018-19, 2020-21, 2021-22, 2022-23, 2023-24
- Rock Cup (20):[15]

1985–86, 1988–89, 1989–90, 1992–93, 1993–94, 2001–02, 2003–04, 2004–05, 2005–06, 2006–07, 2007–08, 2008–09, 2009–10, 2010–11, 2014, 2015, 2016, 2021, 2021–22, 2023–24
- A Pepe Reyes-kupa győztese (11):[16] 2001, 2002, 2004, 2007, 2008, 2009, 2010, 2011, 2014, 2015, 2017

- A regionális Gibraltári Szenior Ligakupa (Gibraltar League Senior Cup) győztese (18):[17] 1986–87, 1987–88, 1988–89, 1989–90, 1990–91, 1991–92, 1992–93, 1999–00, 2001–02, 2002–03, 2003–04, 2004–05, 2005–06, 2006–07, 2007–08, 2010–11, 2011–12, 2013–14

## A nemzetközi kupasorozatokban
| Szezon  | Kupasorozat      | Forduló         | Ellenfél                  | Hazai pályán elért eredmény | Idegenben elért eredmény  | Összesített eredmény      |  |
| ------- | ---------------- | --------------- | ------------------------- | --------------------------- | ------------------------- | ------------------------- |  |
| 2014–15 | Bajnokok Ligája  | 1. selejtezőkör | HB Tórshavn               | 1–1                         | 2–5                       | 3–6                       |  |
| 2015–16 | Bajnokok Ligája  | 1. selejtezőkör | Santa Coloma              | 0–0                         | 2–1                       | 2–1                       |  |
| 2015–16 | Bajnokok Ligája  | 2. selejtezőkör | Midtjylland               | 0–2                         | 0–1                       | 0–3                       |  |
| 2016–17 | Bajnokok Ligája  | 1. selejtezőkör | Flora Tallinn             | 2–0                         | 1–2                       | 3–2                       |  |
| 2016–17 | Bajnokok Ligája  | 2. selejtezőkör | Celtic                    | 1–0                         | 0–3                       | 1–3                       |  |
| 2017–18 | Európa-liga      | 1. selejtezőkör | AÉK Lárnakasz             | 1–1                         | 0–5                       | 1–6                       |  |
| 2018–19 | Bajnokok Ligája  | előselejtező    | La Fiorita                | 2–0                         | —                         | 2–0                       |  |
| 2018–19 | Bajnokok Ligája  | előselejtező    | Drita                     | 1–4                         | —                         | 1–4                       |  |
| 2018–19 | Európa-liga      | 2. selejtezőkör | The New Saints            | 1–1                         | 1–2                       | 2–3                       |  |
| 2019–20 | Bajnokok Ligája  | előselejtező    | Feronikeli                | 0–1                         | —                         | 0–1                       |  |
| 2019–20 | Európa-liga      | 2. selejtezőkör | Ararat-Armenia            | 1–2                         | 0–2                       | 1–4                       |  |
| 2020–21 | Európa-liga      | előselejtező    | Prishtina                 | 3–0                         | —                         | 3–0                       |  |
| 2020–21 | Európa-liga      | 1. selejtezőkör | Union Titus Pétange       | 2–0                         | —                         | 2–0                       |  |
| 2020–21 | Európa-liga      | 2. selejtezőkör | Rangers                   | 0–5                         | —                         | 0–5                       |  |
| 2021–22 | Bajnokok Ligája  | 1. selejtezőkör | Fola Esch                 | 5–0                         | 2–2                       | 7–2                       |  |
| 2021–22 | Bajnokok Ligája  | 2. selejtezőkör | CFR Cluj                  | 1–2                         | 0–2                       | 1–4                       |  |
| 2021–22 | Európa-liga      | 3. selejtezőkör | Slovan Bratislava         | 1–3                         | 1–1                       | 2–4                       |  |
| 2021–22 | Konferencia Liga | rájátszás       | Riga                      | 3–1 (h.u.)                  | 1–1                       | 4–2                       |  |
| 2021–22 | Konferencia Liga | csoportkör      | København                 | 0–4                         | 1–3                       | 4.                        |  |
| 2021–22 | Konferencia Liga | csoportkör      | PAÓK                      | 0–2                         | 0–2                       | 4.                        |  |
| 2021–22 | Konferencia Liga | csoportkör      | Slovan Bratislava         | 1–4                         | 0–2                       | 4.                        |  |
| 2022–23 | Bajnokok Ligája  | 1. selejtezőkör | Shkupi                    | 2–0                         | 0–3                       | 2–3                       |  |
| 2022–23 | Konferencia Liga | 2. selejtezőkör | Tobil Kosztanaj           | 0–1                         | 0–2                       | 0–3                       |  |
| 2023–24 | Bajnokok Ligája  | 1. selejtezőkör | Qarabağ                   | 1–2                         | 0–4                       | 1–6                       |  |
| 2023–24 | Konferencia Liga | 2. selejtezőkör | Egyenes ágon továbbjutott | Egyenes ágon továbbjutott   | Egyenes ágon továbbjutott | Egyenes ágon továbbjutott |  |
| 2023–24 | Konferencia Liga | 3. selejtezőkör | Ballkani                  |                             |                           | '                         |  |

## A stadion
Mint a többi gibraltári klub, a Lincoln is osztozik az 5000 férőhelyes Victoria Stadionon.

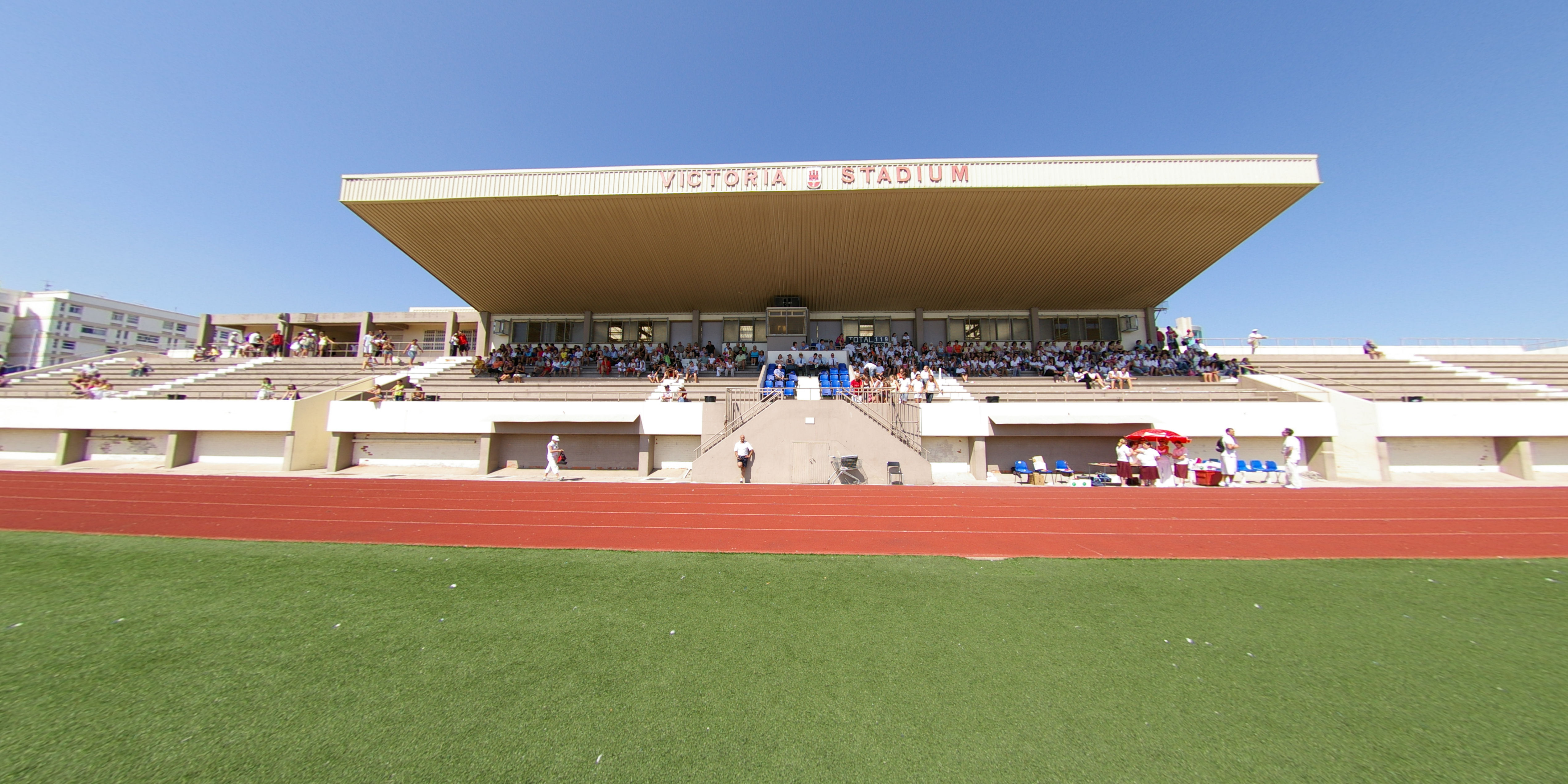
Victoria Stadion
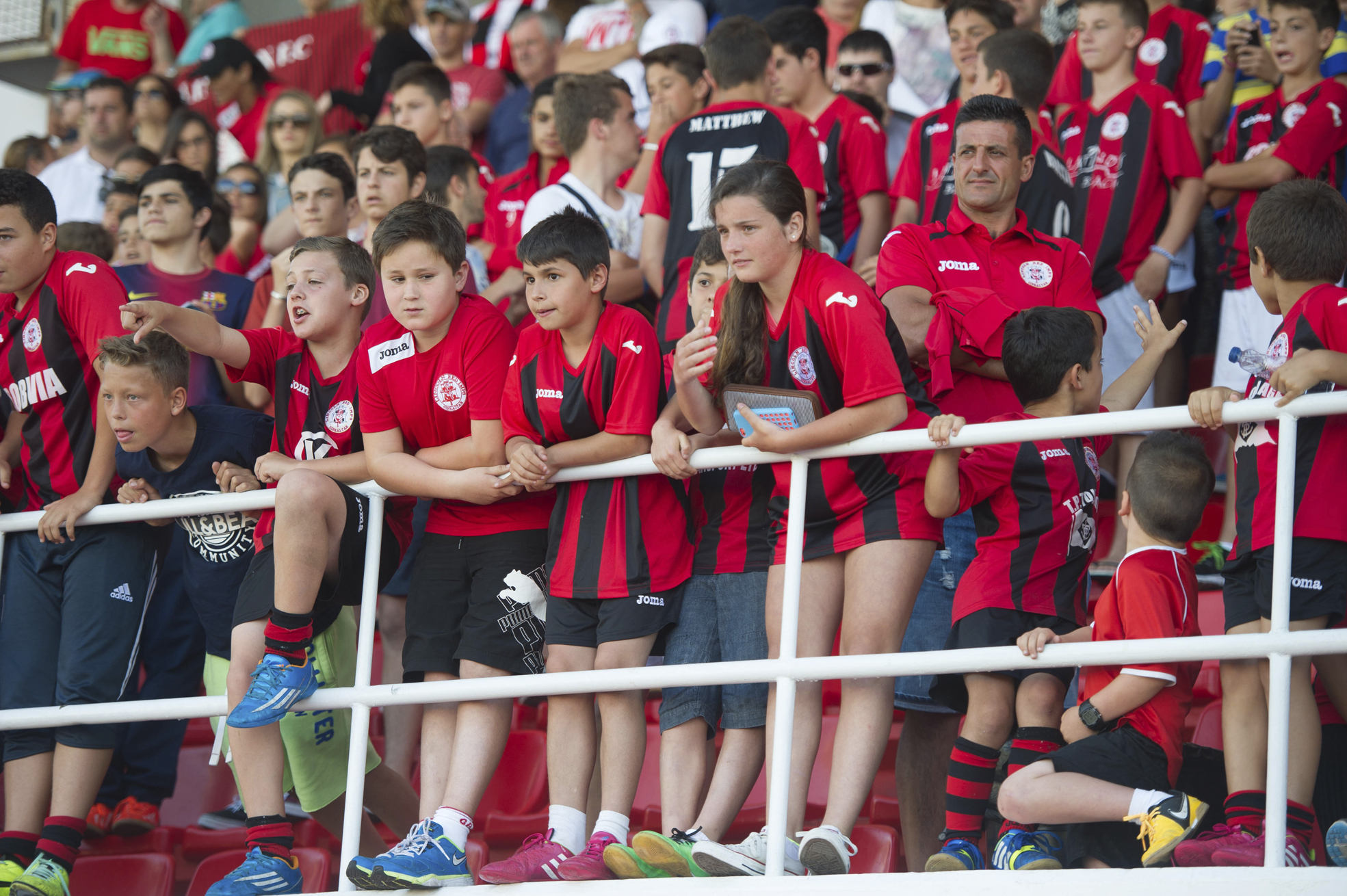
Lincoln Red Imps drukkerek a Victoria Stadionban, 2014-ben

## A csapat kerete
2021. június 18-ai adatok szerint.
| #  |     | Poszt | Név                            |
| -- | --- | ----- | ------------------------------ |
| 1  | ESP | K     | Manuel Soler                   |
| 3  | GIB | V     | Joseph Chipolina               |
| 4  | GIB | KP    | Kian Ronan                     |
| 5  | GIB | V     | Scott Wiseman                  |
| 6  | POR | V     | Bernardo Lopes                 |
| 7  | GIB | CS    | Lee Casciaro                   |
| 8  | GIB | KP    | Graeme Torrilla                |
| 10 | GIB | KP    | Liam Walker                    |
| 11 | MEX | CS    | Alan Araiza                    |
| 13 | GIB | K     | Kyle Goldwin                   |
| 14 | GIB | V     | Roy Chipolina (csapatkapitány) |
| 15 | ARG | CS    | Brian Gómez                    |
| 16 | ESP | V     | Jesús Toscano                  |

| #  |     | Poszt | Név                                       |
| -- | --- | ----- | ----------------------------------------- |
| 17 | ESP | KP    | Marco Rosa                                |
| 19 | GIB | KP    | Julian Valarino                           |
| 20 | ESP | KP    | Fernando Carralero                        |
| 21 | ENG | V     | Leon Moore                                |
| 23 | GIB | K     | Dayle Coleing (kölcsönben a Glentorantól) |
| 24 | GIB | V     | Jack Sergeant                             |
| 25 | GIB | K     | Francisco Paulino                         |
| 26 | GHA | KP    | Mustapha Yahaya                           |
| 29 | PHI | CS    | Kike Gómez                                |
| 66 | GIB | V     | Ethan Britto                              |
| 86 | ESP | KP    | Javier Añón                               |
| 88 | GHA | CS    | Emmanuel Ocran                            |
| 99 | GIB | CS    | Dylan Peacock                             |